# No entry
no entry（ノー・エントリー）は日本のバンドである。

## 概要
2005年結成。
60年代ヒッピー文化から現代フェスムーブメントまで、感受性豊かに受け継いだ次世代キャンプトロニカバンド。オーガニックグルーブとエレクトロフィーリング、好奇心に満ちた実験性とポピュラリティを併せ持つグローバルハイブリッドサウンドで知覚の拡大、至福の旅へと誘う。
Natural High! /earth garden/木曽鼓動/りんご音楽祭/ひかり祭り/春風などのロック・フェスティバルからオールドヒッピーの村の祭りや南の島のレイブ、クラブ、ライブハウス、カフェなどあらゆるパーティーでライブを展開し、グループ自身としても2008-2010年に500人限定のキャンプイン野外フェス『UNITE!!!CAMP』をオーガナイズ。2013年には台湾最南端アジア最大級のビックフェス『Spring Scream（英語） 2013』に出演を果たした。

## メンバー
- Vo:山下 雅士(marcy)
- Gt:山城 徹(yamashiroll)
- Ba:須藤 晃(AKIRA)
- Per:相馬 剛志(AIBA)
- Dr : 増田 亮(Ryo)

## サポートメンバー
- Gt : 永野雄一郎(Nappo)

## ディスコグラフィー

### アルバム
1st album 『daydream trip』（2009/08/12) UXNE-001 /
収録曲がiTunes store ジャンル別ワールドチャート1位、佐藤健主演映画『BECK』に使用される。

1. 夢の中で目覚める夢
2. waking
3. 瞬き
4. 青へ
5. 歓喜の樹
6. 月/舞上がる夜

2nd album 『Future With Hope』（2012/8/22) NESF-002 / 3年ぶり(2012年時)となるセカンド･アルバム｡ 
1. I can see clearly now
2. magic bus
3. tropical wonder
4. ひかりの国
5. hideaway
6. vision quest
7. new life
8. 小さな夜
9. tropical wonder (sphontik remix)
10. ひかりの国(mick_s AFROSTYLE summer remix)
11. 一万光年のラブソング (Acoustic)

## その他
- 1st album 『daydream trip』より「瞬き」が佐藤健主演映画、BECK劇中挿入曲にて使用され、メンバーも出演を果たす。[7]
- フェス情報を中心とした大手音楽サイト『Festival Life』より、2013大手今年注目の国内インスト・ジャムバンド5組に選出される。[8]

## メディア・インタビュー
- テレビ朝日『ストリートファイターズ』に注目のインディーズバンド特集で取り上げられる。[9]
- ウェブサイト音楽配信と音楽記事『OTOTOY』にて2nd albumリリースに際した特集インタビュー掲載。[10]
- カルチャーマガジン『Lj』 no.30、 Counter Age 特集にてインタビュー掲載。